# Потвори (роман)
«Потвори» (англ. Uglies) — науково-фантастичний роман Скотта Вестерфельда 2005 року. Події розгортаються в антиутопічному світі майбутнього після дефіциту, в якому всі вважаються «потворними», але потім стають «вродливими» за допомогою екстремальної косметичної операції, коли їм виповнюється 16 років. У ньому розповідається про підлітку Теллі Янгблад, яка повстає проти примусового конформізму суспільства після того, як її друзі Шей і Девід показали їй недоліки перетворення на «вродливих».
Написаний для молоді, «Потвори» розглядає теми змін, як емоційних, так і фізичних. Ця книга є першою частиною в тому, що спочатку було трилогією, серією «Потвори», яка також включає книги «Красуні», «Особливі» і «Екстра». У 2018 році було анонсовано чотири нові частини під загальною назвою «Серія самозванців».

## Сюжет
Через триста років уряд забезпечує все, включно з пластичними операціями. Кожен у своє шістнадцятиріччя отримує операцію «краса», яка перетворює його на суспільний еталон прекрасного. Після операції нові красуні та красені перетинають річку, що розділяє місто, і ведуть нове життя без відповідальності чи зобов'язань. Є дві інші доступні операції: одна для перетворення людей за взірцем «звичайної краси» (Middle-Pretties, дорослі з роботою), а інша для перетворення осіб зі звичайною красою на «крихіток».
Колишні міста занепали після того, як бактерії заразили світову нафту, зробивши її нестабільною. Старе залежне від нафти суспільство розвалилося, коли вибухнули машини та нафтові родовища, а їжу більше не можна було транспортувати. Людей, які жили до цієї катастрофи, називають «Іржаві».
Теллі Янгблад майже шістнадцять. Як і будь-яка інша «потвора», вона з великим нетерпінням чекає операції. Її найкращий друг, Періс, уже переніс операцію, і, спонукувана своїм бажанням побачити його, Теллі непомітно переходить річку до Нового Гарного Міста. Там вона зустрічає Шей, іншу «потвору». Вони стають друзями, і Шей навчає Теллі кататися на ховерборді. Шей також згадує про повстання проти операції. Спочатку Теллі ігнорує цю ідею, але змушена прийняти її, коли Шей втікає за кілька днів до їхнього спільного шістнадцятиріччя, залишаючи загадкові вказівки до місця призначення, «поселення відступників» під назвою Дим, куди прямують міські втікачі, що хочуть уникнути операції.
У день операції Теллі доставляють до відділу з особливих обставин, де її порівнюють із «гремлінами» і «[звинувачують], коли трапляється щось дивне». Доктор Кейбл, жінка, яку описують як «жорстоку красуню», є головою відділу особливих обставин. Вона ставить Таллі ультиматум або та допомогла знайти Шей і Смоук, або ніколи не стане «вродливою». Теллі погоджується на співпрацю, і доктор Кейбл дає їй ховерборд і все необхідне для виживання в дикій природі, а також кулон, який містить пристрій стеження. Після активації він покаже розташування Диму відділу особливих обставин. Слідуючи підказкам Шей, Теллі вирушає на пошуки своєї подруги.
Коли Теллі прибуває до Диму, вона знаходить Шей, її друга Девіда та цілу громаду «потворних» втікачів. Вона не бажає активувати кулон, і зрештою стає зрозуміло, що Девід закоханий у неї. Девід бере її на зустріч зі своїми батьками, Медді та Езом, які спочатку були втікачами з міста. Вони пояснюють, що операція робить більше, ніж «косметичне щипання та підтягування». Вона також спричиняє ураження мозку, щоб зробити людей спокійними або «сумирними». Нажахана Теллі вирішує зберегти Дим у секреті та кидає медальйон у вогонь, щоб знищити його. Однак тепло полум'я спричиняє активацію трекера, видаючи місцезнаходження Диму.
Наступного ранку до табору прибуває спецслужба з міста, і Таллі намагається втекти. Їй це не вдається, її ловлять і ведуть до кролятника, де тримають прив'язаними інших спійманих повстанців. У всіх спійманих сканують очі, щоб визначити, з якого міста вони втекли. Потім Таллі відводять до докторки Кейбл, яка пояснює, як вдалося знайти Дим. Через те, скільки часу знадобилося для активації кулона, доктор Кейбл підозрює, що Теллі зрадила її та активувала його випадково. Доктор Кейбл перевіряє Теллі, наказуючи їй дістати медальйон, який має бути цілим. Таллі втікає на ховерборді. Після довгої та напруженої погоні їй вдається сховатися в печері, де переслідувачі та переслідувачки не можуть відстежити її тепловий підпис. Там вона знаходить Девіда, який також ховається, і разом вони починають планувати порятунок.
Теллі та Девід повертаються до його будинку, де знаходять докази того, що відділ особливих обставин забрав Медді та Аз. Девід веде Таллі до секретного сховища засобів для виживання, де вони знаходять все необхідне та завантажують його на чотири сховані там ховерборди. Коли Теллі та Девід повертаються до міста, щоб звільнити своїх друзів, вони закохуються. Прибувши до комплексу особливих обставин, вони виявляють, що Шей уже «перетворили» і тепер вона «вродлива». Після зустрічі з доктором Кейбл Девід нокаутує її та забирає її робочий планшет, який містить усю необхідну інформацію для усунення пошкоджень мозку, спричинених операцією Претті. Потім Таллі та Девід звільняють усіх мешканців Диму, які утримуються в комплексі. Коли вони тікають із комплексу, Медді каже Девіду, що його батько Ез мертвий.
Коли всі опиняються в безпеці, Медді починає працювати над лікуванням за допомогою планшета доктора Кейбл. Потім вона пропонує це Шаю, який відмовляється, не бажаючи стати «овочем». Оскільки Теллі відчуває відповідальність за свою зраду, вона вирішує стати «вродливою» та прийняти ліки як «добровільна випробувачка». Щоб переконати Девіда дозволити їй повернутися до міста, вона розповідає йому про свою участь у Особливих обставинах і пошуках Диму, щоб зрадити їх. Поки Девід усвідомлює те, в чому зізналася Теллі, Медді радить Теллі повернутися до Шей, перш ніж вона передумає. Опинившись там, Теллі оголошує середній красуні: «Я Теллі Янгблад. Зроби мене гарною», — завершальна фраза роману.

## Персонажі

### Потвори
- Теллі Янгблад — головна героїня оповідання. Вона розумна і любить трюки. Її «потворне» прізвисько Косоока. Під час розгортання сюжету вона починає відходити від правил свого міста та свого призначення. Вона закохується в Девіда в Диму. Після того, як Дим захопили люди з особливих обставин, вона разом з Девідом рятують повстанців. Зрештою вона погоджується стати «вродливою» та допомагає Шей.
- Шей — нова подруга Теллі в Аглівілі. Вона — «потвора» на прізвисько Худа. Вони зустрічаються, коли Теллі тікає з Нового Гарного Міста. Шей навчає Теллі їзді на ховерборді та багато іншого про зовнішній світ і Іржавих. Шей вважає за краще називати Таллі по імені, однак час від часу вони кличуть один одного «потворними» прізвиськами, щоб провокувати одна одну. Після бійки Шей вирішує «подорослішати» і піти до Диму. Шей ревнує присутність Теллі в Диму, особливо її стосунки з Девідом. Шей усвідомлює остаточну зраду Теллі, але це вже не хвилює, коли вона стає «вродливою».

### Жителі та жительки Диму
- Девід — син засновників Диму, він народився поза цивілізованим містом. Шей цікавиться Девідом, але він не відповідає їй взаємністю. Коли Теллі прибуває до Диму, його інтерес до неї викликає ревнощі Шей. Девід допомагає змінити ставлення Теллі до міст. Він носить одяг, зшитий вручну зі шкур тварин, і має навички виживання, які він передає Таллі.
- Медді — мати Девіда. Вона розповідає Таллі про ураження мозку, спричинені операцією Претті, а пізніше розробляє ліки від уражень. Вона є засновницею Диму.
- Аз — батько Девіда, він помирає під час операції. У складі Спеціального комітету «вродливих» він виявив ураження головного мозку, які викликала операція «краси», і підозрює, що ураження є навмисними. Він є засновником Диму.
- Крой — ще один житель Диму. Він родом з Углівіля і знає Шай. Спочатку з підозрою ставиться до Теллі, але починає довіряти їй.
- Бос — хоча його називають «Босом», він не керує Димом, однак він відповідає за бібліотеку. Він загинув, коли прибули спецпризначенці.

### Особливі
- Доктор Кейбл є головою відділу особливих обставин і тією, хто відмовляє Теллі в операції, поки вона не знайде Шей. Вона посилає спецпризначенців, щоб знищити Дим.

### Вродливі
- Періс — найкращий друг Теллі, на три місяці старший за неї, тому став «вродливим» раніше. Він підмовляє Таллі зрадити Шей. Його «потворне» прізвисько було Ніс.
- Еллі Янгблад — мати Теллі, яка допомагає Теллі ухвалити рішення здати Шей. Вона середня «вродлива».
- Сол Янгблад — батько Теллі, який допомагає Теллі ухвалити рішення про зраду Шей. Він середній «вродливий».

## Основні мотиви

### Ідентичність
На думку критиків, роман містить теми ідентичності, особливо щодо підлітків. Філліп Гоф сказав, що уряд міста Теллі, який контролює те, що відбувається в рамках операції, «знімає відповідальність за ідентичність», створюючи однаковість і сумирність. Наголошуючи на ролі індивідуалізму, роман показує важливість самооцінки підлітків. Оскільки ідентичність формується шляхом «переміщення», а всі громадяни ретельно захищені, у них немає шансів вийти на незалежність. «Фізична ідентичність визначається комітетами», — зазначив Гоф у своєму есе, присвяченому роману Вестерфельда. Через відсутність вибору всі «маркери фізичної ідентичності» знищуються їхнім урядом.

### Краса
Крісті Н. Скотт і М. Гізер Драго зазначають, що ще одна повторювана тема в «одержимому іміджем суспільстві» — це краса та її постійний зв'язок з індивідуальністю. Гоф погодився, прокоментувавши, що «коли всі рівні, краса втрачає сенс». Краса йшла рука об руку з ідентичністю: потворних вчили вважати своє тіло та обличчя «тимчасовими», чимось, що пізніше буде замінено косметичною хірургією. Проведено чітку межу, щоб пов'язати особливості з особистістю, і один критик заявив, що персонажі розвивають «потворні» та «красиві» особистості на кожному етапі їх діяльності.

### Антиутопічне суспільство
«Утопія, яка ґрунтується на безжальному придушенні індивідуальної свободи», так описала Аманда Крейг з The Times місто Таллі. Багато критиків визначили в романі тенденцію контролюючого уряду. Люди у світі головного героя «запрограмовані та спроєктовані Комітетом Краси», без дозволу на їхню роботу, а ідентичність твердо перебуває «в руках держави». Драгу та Скотт вказують на те, наскільки відокремлене місто: гарненькі, мерзенні, середні та крихкі акуратно розділені на різні секції. Багато рецензентів коментували спосіб, у який місто маніпулює своїми мешканцями, включаючи ймовірно бунтівних потворних, які є не чим іншим, як «слухняними тілами». Бедієс, антиутопічне суспільство, зображене Вестерфельдом, містить особливо поширений троп у жанрі: подвійність просторів, метрополія, що представляє тоталітарну цивілізацію, і природа як поле для свободи.

### Людяність
Різні критики також знайшли в романі тему людяності. Філліп Гоф зазначив, що «Вродливі» та «Особливі» (ті, хто працював на спецслужби) є «постлюдськими» через свою діяльність. Інші, у тому числі Скотт і Драгу, виступали проти цього, стверджуючи, що «людське тіло є художнім і політичним полотном для навмисних маніпуляцій», і що ця фізична трансформація може бути «виходом для людства». У романі, здається, немає чіткої позиції щодо цього, хоча більш чіткі моменти показано в «Прикрасах і особливостях», наступних книгах трилогії.

## Творчість
Коли в автора запитували, як йому прийшла в голову ідея роману, Вестерфельд відповів: «Натхнення прийшло від друга, чий стоматолог попросив його розглянути можливість зробити косметичну операцію». Він син комп'ютерного програміста для Univac, що означало, що він виріс, знайомий із передовими технологіями 1960-х років. Аманда Крейг сказала, що «саме його передбачливе уявлення про те, як такі винаходи призведуть до повної втрати конфіденційності, викликало стільки листів від шанувальників, скільки питання про те, як зовнішність домінує в нашому житті».
У книзі багато спільних тем із епізодом «Сутінкової зони» 1964 року «Номер 12 виглядає так само, як ти». Автор книжок зазначив, що бачив епізод у дитинстві, але забув подробиці.
На сторінці-присвяті до роману Вестерфельд каже: «Цей роман був сформований серією електронних листів між мною та Тедом Чіангом про його історію „Подобається те, що ти бачиш: документальний фільм“. Його внесок у рукопис також був неоціненним». В іншому інтерв'ю Вестерфельд каже, що ця коротка історія про нову технологію, яка дозволяє людині вимкнути свою здатність бачити красу, щоб зосередитися на більш глибоких і важливіших частинах іншої людини. У 2012 році в інтерв'ю Bookyurt Вестерфельд пояснив, що його мета під час написання книги не була для того, щоб зробити великий коментар щодо проблем краси, а для того, щоб поінформувати людей про культуру ретуші, яка розвивається у світі, і знати про наші власні уявлення про красу та нашу потребу думати самостійно.

## Відгуки
Роман отримав переважно позитивні відгуки. The Baroque Body похвалив роман як «творчий сленг, унікальні технічні пристосування та визначальні характеристики особистості». Корі Доктороу похвалив його «ідеальні притчі про підліткове життя» та заявив, що це «прекрасна наукова фантастика для молоді». Дженніфер Меттсон стверджувала, що цей твір «геніальний». Reed Business Information високо оцінив «переконливий сюжет» і зазначив, що він «дуже читабельний».
Однак Publishers Weekly прокоментував, що Теллі була «доволі пасивною героїнею», а United Kingdom Times поскаржилася, що «як персонаж сама Теллі надто розпливчаста». Критик Дженніфер Меттсон зазначила, що швидкий темп роману «поганий для переконливих стосунків».
Роман викликав дискусію про використання пластичної хірургії для покращення зовнішнього вигляду. Автор сказав, що «отримав багато листів від дівчат, які вирішили не робити операції після того, як прочитали „Потвор“», тоді як інші, спонукані «Потворами», почали розмірковувати про етику зміни зовнішнього вигляду свого тіла. Вестерфельд висунув теорію, що «зробити екстремальну косметичну операцію буде все одно, що купити сумку Gucci за 1000 доларів, що свідчить про те, що ви належите до привілейованого класу». Критики повторюють його думку. Однак Вестерфельд також заявив, що «не вагався б [удатися до пластичної хірургії], якби у нього була дитина з родимою плямою. Ми всі змінюємо свою зовнішність з тих пір, як був винайдений одяг». Інші критики заявили, що хоча зміна зовнішнього вигляду за допомогою пластичної хірургії може бути етично дискусійною, користь від неї для людей, які потребують цього, величезна.
Є також деякі помірковані дебати, викликані романом щодо питання спостереження за людьми. Держава почала стежити за підлітками через їхні мобільні телефони, а іноді й через зубні імплантати. Вестерфельд вважає, що це «приведе до повної втрати конфіденційності», однак інші вважають, що ця технологія необхідна для належного нагляду за людьми.

## Адаптації

### Фільм
20th Century Fox і продюсер Джон Девіс (Ерагон) купили права на екранізацію роману в 2006 році. Повідомляється, що фільм мав вийти в прокат у 2011 році, згідно з Internet Movie Database, але фільм був відкладений.
У вересні 2020 року було оголошено, що Netflix придбала права на фільм за мотивами роману. Джої Кінг, яка раніше працювала з Netflix над The Kissing Booth, була обрана виконавчим продюсером фільму; вона також обрана головною героїнею Теллі Янгблад. Режисером фільму став Макджі. «Огидні» — американська науково-фантастична кінодрама 2024 року, знята за сценарієм Джейкоба Формана, Ванесси Тейлор і Віт Андерсон. У фільмі знялися Джої Кінг, Кіт Паверс, Чейз Стоукс, Бріанн Тью, Ян Луїс Кастелланос, Чармін Лі та Лаверн Кокс. «Огидні» випущені 13 вересня 2024 року та отримали негативні відгуки критиків за вторинність ідей і відсутність будь-якого переосмислення оригінального роману.

### Графічний роман
Стівен Каммінгс проілюстрував «Потвор» у графічному романі в стилі манги, написаному Вестерфельдом і Девіном К. Грейсоном під назвою «Історія Шей», яка розповідає історію з точки зору Шей. Він був опублікований у чорно-білому форматі 5¾ x 8¼ дюймів Del Rey Manga у 2012 році.

## Історія видання
Роман «Потвори» вперше був опублікований у 2006 році, а в 2011 році був перевиданий з новою обкладинкою. Це перша частина трилогії з продовженнями «Красуні» і «Особливі», а також ще однією книгою «Екстра». Трилогія значний час була в списку бестселерів New York Times. Був також зроблений аудіозапис книги (опублікований у 2006 році), доступний як на компакт-диску, так і на касеті.